# روبرت كريسماس
روبرت كريسماس هو مجدف كندي، ولد في 1924.

## وصلات خارجية
- روبرت كريسماس على موقع الاتحاد الدولي للتجديف (الإنجليزية)
- روبرت كريسماس على موقع أوليمبيديا (الإنجليزية)